# Everything I Love (Morgan Wallen)
Everything I Love  è un singolo del cantante country statunitense Morgan Wallen, pubblicato il 26 giugno 2023 come quinto estratto dal terzo album in studio del cantante One Thing at a Time.

## Descrizione
La canzone è stata scritta da Wallen in collaborazione con il cantante country statunitense Ernest Keith Smith, Charlie Handsome (accreditato come Ryan Vojtesak) e Ashley Gorley. Il brano interpola parte della canzone Midnight Rider degli Allman Brothers, motivo per cui Gregg Allman e Robert Kim Payne, co-autori del brano, sono stati accreditati anche come co-autori di Everything I Love . Il brano è stato prodotto da Joey Moi.
Carena Liptak, di Taste of Country, ha descritto il brano come «una ballata straziante con molti riferimenti a camion, whiskey e strade secondarie».

## Classifiche

### Classifiche settimanali
| Classifica (2023)     | Posizione massima |
| --------------------- | ----------------- |
| Canada                | 15                |
| Canada (country)      | 1                 |
| Stati Uniti           | 14                |
| Stati Uniti (country) | 7                 |

### Classifiche di fine anno
| Classifica (2023)     | Posizione |
| --------------------- | --------- |
| Canada                | 75        |
| Stati Uniti           | 56        |
| Stati Uniti (country) | 13        |